# Polieuto
Polieuto (fl. III secolo) è un martire cristiano del III secolo.

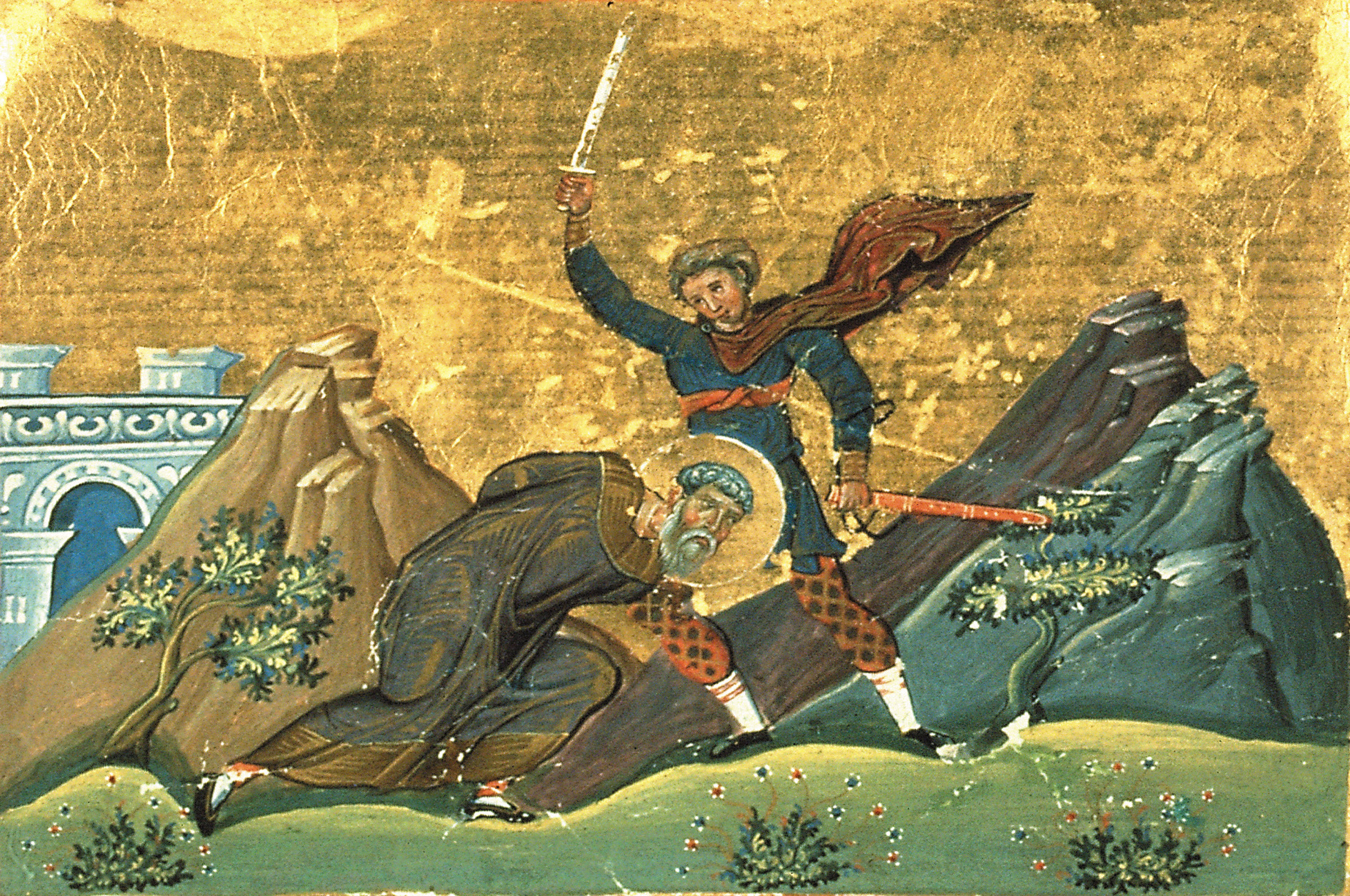
Il martirio di san Polieuto in una miniatura del menologio di Basilio II

Secondo la tradizione agiografica, era un militare romano e fu decapitato a Melitene. Il suo culto come santo era già vivo nel V secolo a Costantinopoli, dove gli era dedicata una basilica fatta erigere da Anicia Giuliana.

## La passio
Le notizie sulla sua vita sono desunte da una passio greca pubblicata nel 1882 da Benjamin Aubé. Il testo sembra basato su un'omelia pronunciata in occasione della sua festa, ma potrebbe incorporare una più antica narrazione del martirio attribuita a Nearco, commilitone di Polieuto e testimone della sua morte.
Secondo il racconto, Polieuto era un ufficiale dell'esercito romano, di guarnigione a Melitene in Armenia, e Nearco era un suo commilitone e amico. Nearco era già cristiano, mentre Polieuto era pagano.
Dopo la pubblicazione di un editto dell'imperatore che obbligava i militari a prestare culto pubblico agli idoli, Polieuto vide in sogno Gesù che trasformava la sua clamide dell'esercito romano in clamide dell'esercito celeste e decise di convertirsi al cristianesimo: si recò a prendere visione dell'editto e, dopo averlo letto, sputò sul documento, lo stracciò e rovesciò gli idoli a cui avrebbe dovuto prestare culto.
Polieuto fu arrestato e sottoposto a vari supplizi e, nonostante l'intervento di sua moglie Paolina e di suo suocero, il proconsole Felice, non rinunciò al cristianesimo. Fu decapitato un 10 gennaio.

## Il culto
Pare che a san Polieuto fosse intitolata la chiesa di Melitene in cui Eutimio il Grande fu consacrato a Dio prima della sua nascita (377). Anicia Giuliana, nipote dell'imperatore Valentiniano III, nel V secolo terminò la costruzione a Costantinopoli di una chiesa dedicata al santo nella quale, il 9 gennaio, era celebrata la Synaxis. Della chiesa di San Polieuto a Costantinopoli parlano ancora Gregorio di Tours e, nel XIII secolo, l'arcivescovo Antonio di Novgorod.
Secondo la tradizione costantinopolitana, san Polieuto puniva gli spergiuri e da tale credenza deriva l'uso dei sovrani merovingi di invocare nei trattati il suo nome (insieme a quello dei santi Ilario e Martino) come giudice e vendicatore contro quanti avessero violato gli accordi.
Polieuto è il protagonista di una tragedia (Polyeucte martyr. Tragédie chrétienne) di Pierre Corneille del 1643, dalla quale è stata tratta l'opera lirica Poliuto musicata da Gaetano Donizetti.
Nel martirologio siriaco la sua menzione si trova al 7 gennaio, mentre in quello geronimiano si trova sia al 7 gennaio che al 13 e al 14 febbraio; nei sianassari bizantini, nel calendario palestino-georgiano e in quello giacobita è commemorato al 9 gennaio.
Nel martirologio di Floro la menzione di san Polieuto è al 14 febbraio e la commemorazione è anticipata al 13 febbraio nei martirologi di Adone e Usuardo.
Il suo elogio si legge nel martirologio romano riformato e promulgato da papa Giovanni Paolo II al 7 gennaio.